# Молот (станция)
Мо́лот — железнодорожная станция Рыбинского направления Северной железной дороги. Расположена в Ярославле, на границе городской черты, к западу от Дзержинского района.
На станции имеется одна низкая боковая платформа. Есть касса для продажи билетов на пригородные поезда.
Кроме этого, от Молота отходит грузовая ветка железной дороги, ведущая по улице Панина в Брагино через платформу Северная к Мостострою; раньше была также ветка в промышленную зону Ярославля — к станции «Молот-Товарная», «Лакокраске», кислородному цеху, Шинному заводу, ТЭЦ-1 и др. — в настоящее время доступ туда осуществляется со стороны станции Приволжье.
Ежедневно на станции останавливаются 3 пары пригородных поездов.

## История
Линия Ярославль — Рыбинск — Сонково — Бологое, несмотря на свой «магистральный» статус, не электрифицирована до сих пор. Однако, в 1968 году начальный перегон Ярославль-Главный — Молот, а также сама станция Молот были электрифицированы. Контактная подвеска использовалась при движении внутригородских электропоездов от Моторного завода до платформы Северной. Однако в 1978 году, в связи с пуском в Брагино трамвая, движение электропоездов было прекращено и контактная сеть больше практически не использовалась. В настоящее время электрификация доходит только до южной горловины станции, на самой станции контактная подвеска снята полностью.

## Железнодорожное сообщение
| № поезда       | Маршрут движения                              |
| -------------- | --------------------------------------------- |
| 6572/6571      | Рыбинск-Пасс. — Ярославль (Московский вокзал) |
| 6982/6981      | Рыбинск-Пасс. — Ярославль (Московский вокзал) |
| 6582/6581/6579 | Ярославль (Московский вокзал) — Родионово     |
| 6596           | Рыбинск-Пасс. — Ярославль-Главный             |
| 6595/6589      | Ярославль (Московский вокзал) — Пищалкино     |
| 6592           | Пищалкино — Ярославль-Главный                 |
| 6984           | Рыбинск-Пасс. — Ярославль-Главный             |
| 6577           | Ярославль-Главный — Рыбинск-Пасс.             |

## Фотогалерея

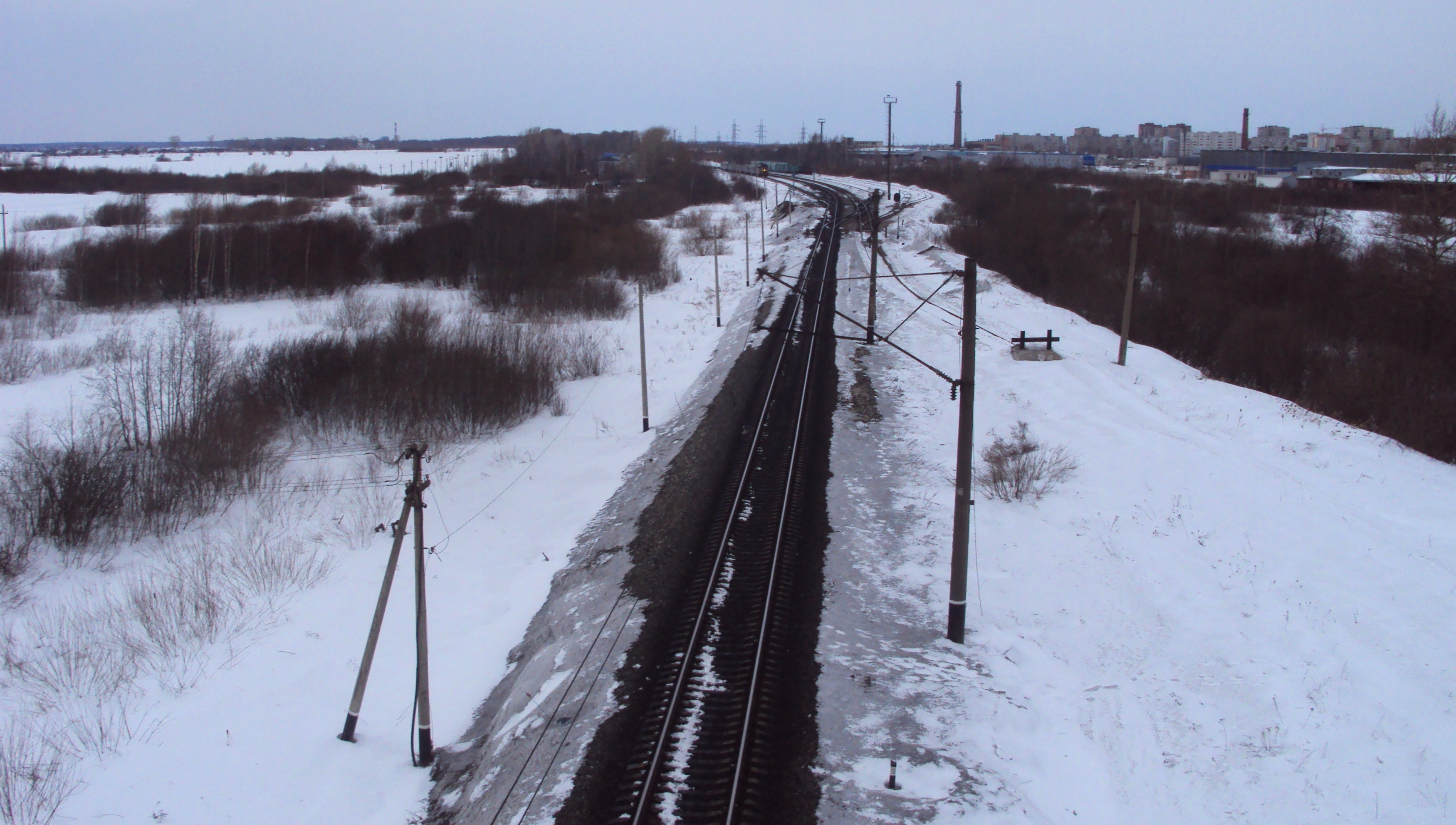
Вид на станцию с путепровода Ярославской окружной автодороги. На переднем плане видны последние метры электрификации
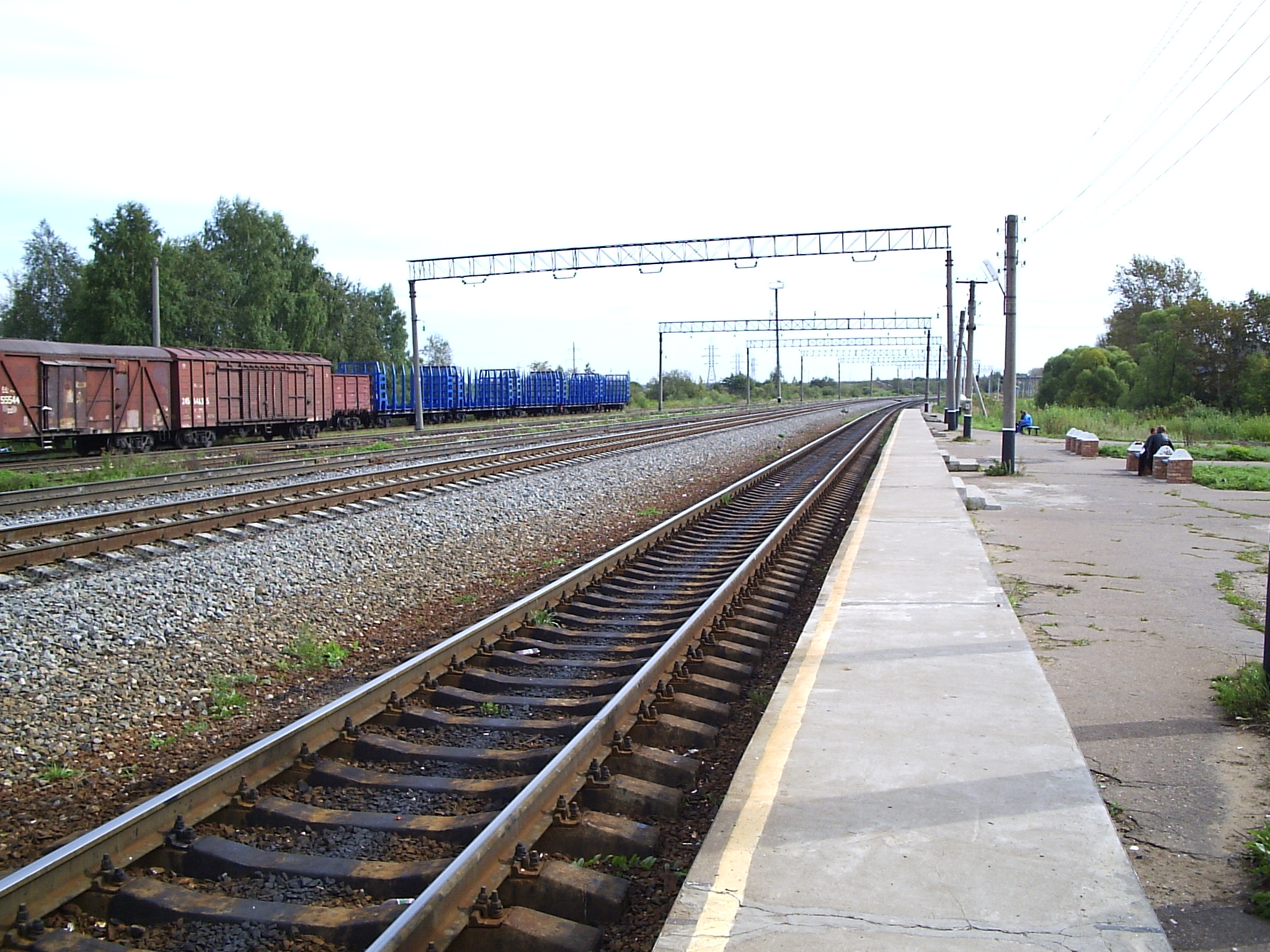
Станция
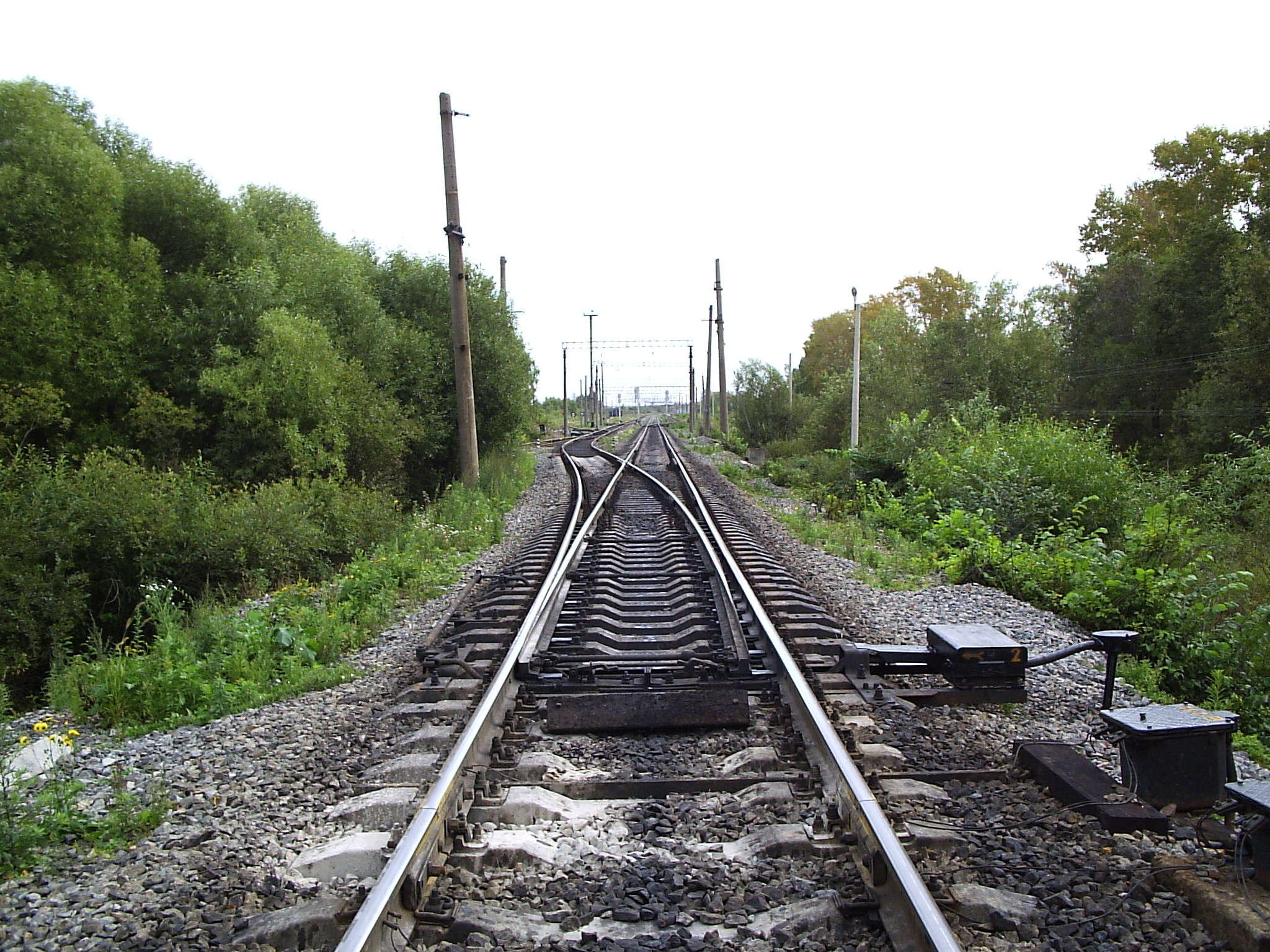
Вид с пути на Тенино
Грузовая ветка по улице Панина